# لي باتشيلور
لي باتشيلور (بالإنجليزية: Egerton Lee Batchelor)‏ هو دبلوماسي ونقابي وميكانيكي وسياسي أسترالي وبريطاني (وحمل سابقاً جنسية المملكة المتحدة لبريطانيا العظمى وأيرلندا)، ولد في 10 أبريل 1865 في أديلايد في أستراليا، وتوفي في 8 أكتوبر 1911 في أستراليا بسبب نوبة قلبية. حزبياً، نشط في حزب العمال الأسترالي.

## مناصب
- انتخب وزير التعليم (8 ديسمبر 1899 – 15 مايو 1901).
- انتخب وزير الزراعة (8 ديسمبر 1899 – 15 مايو 1901).
- انتخب عضو مجلس النواب جنوب أستراليا من الجمعية عن دائرة Electoral district of West Adelaide [الإنجليزية]‏ وقد انضم خلال فترته النيابية (15 أبريل 1893 – 9 مايو 1901)  للكتلة البرلمانية حزب العمال الأسترالي (فرع جنوب أستراليا) [الإنجليزية]‏.
- انتخب Leader of the Australian Labor Party (SA Branch) ‏ (1897 – 1899).
- انتخب عضو مجلس النواب الأسترالي عن دائرة Division of Boothby [الإنجليزية]‏ (16 ديسمبر 1903 – 8 أكتوبر 1911).
- انتخب وزير الخارجية [الإنجليزية]‏.
- انتخب عضو مجلس النواب الأسترالي عن دائرة Division of South Australia [الإنجليزية]‏ (30 مارس 1901 – 16 ديسمبر 1903).